# Metaltella rorulenta
Espèce
Synonymes
- Clubiona rorulenta Nicolet, 1849
- Amaurobius platei F. O. Pickard-Cambridge, 1899
- Amaurobius illudens Mello-Leitão, 1940

Metaltella rorulenta est une espèce d'araignées aranéomorphes de la famille des Desidae.

## Distribution
Cette espèce se rencontre en Argentine, au Chili et au Pérou.

## Publication originale
- Nicolet, 1849 : Aracnidos. Historia física y política de Chile. Zoología, vol. 3, p. 319-543.